# Marcos Antônio (Fußballspieler, 2000)
Marcos Antônio Silva Santos, allgemein bekannt als Marcos Antônio, im portugiesischen Sprachraum auch als Marcos Bahia bekannt (* 13. Juni 2000 in Poções), ist ein brasilianischer Fußballspieler, der seit Juli 2022 bei Lazio Rom unter Vertrag steht und seit Juli 2024 an den FC São Paulo ausgeliehen ist.

## Karriere

### Verein
Der in Poções, Bahia geborene Marcos Antônio Silva Santos wechselte im Jahr 2014 in die Jugend von Athletico Paranaense. Noch bevor er ein Spiel in der ersten Mannschaft absolvierte, zog es ihn nach Europa zum portugiesischen Zweitligisten GD Estoril Praia. Am 30. September gab er sein Pflichtspieldebüt in der Taça de Portugal beim 1:0-Auswärtssieg gegen den CF Vasco da Gama. Sein erstes Ligaspiel bestritt er am 7. Oktober beim 7:2-Auswärtssieg gegen Académica Coimbra, in dem er zwei Treffer vorbereitete.
Am 19. Februar 2019 wechselte er für eine Ablösesumme in Höhe von 3,5 Millionen Euro zum ukrainischen Erstligisten Schachtar Donezk, wo er einen Vertrag bis Juli 2023 unterzeichnete. Sein Ligadebüt gab er am 4. März 2019 beim 5:0-Heimsieg gegen Karpaty Lwiw. In der Meisterrunde kam er auf sechs weitere Einsätze und errang mit seinem Verein sowohl den Meistertitel als auch den Pokal.
Am 25. August 2019 erzielte er beim 5:1-Heimsieg gegen den FK Mariupol nach Einwechslung sein erstes Ligator für Schachtar. In dieser Saison 2019/20 kam er bereits regelmäßig zum Einsatz und er beendete diese mit zwei Toren und genauso vielen Vorlagen in 21 Ligaeinsätzen.
Im Juli 2022 wechselte Antônio nach Italien zu Lazio Rom.
Für die Saison 2023/24 wechselte er per Leihe zu PAOK Thessaloniki. Bis zum Gewinn der Meisterschaft im Mai 2024 trat Marcos Antônio in elf Ligaspielen an und steuerte zwei Tore bei. Die im Kontrakt enthaltene Kaufoption wurde von PAOK nicht wahrgenommen.
Im Juli 2024 wurde der Spieler daraufhin in seine Heimat an den FC São Paulo ausgeliehen. Die Leihe wurde bis Ende Juni 2025 befristet. Die Leihgebühr betrug 150.000 Euro und enthielt eine Kaufoption, die dann eintritt, wenn Marcos Antônio in 50 % seiner Einsätze mindestens 45 Minuten spielt. Der dann fällige Kaufwert wurde auf 4,2 Millionen Euro festgelegt.

### Nationalmannschaft
Marcos Antônio bestritt im Jahr 2017 16 Einsätze für die brasilianische U-17-Nationalmannschaft, in denen ihm zwei Tore gelangen. Mit der U-17 gewann er die U-17-Südamerikameisterschaft 2017 in Chile. Er vertrat sein Land auch bei der U-17-Fußball-Weltmeisterschaft 2017 und traf einmal beim 3:0-Achtelfinalsieg gegen Honduras.

## Erfolge
Brasilien
- U17-Südamerikameister: 2017

Schachtar Donezk
- Ukrainische Meisterschaft: 2018/19, 2019/20
- Ukrainischer Pokal: 2018/19
- Ukrainischer Superpokal: 2021/22

PAOK Thessaloniki
- Super League (Griechenland): 2023/24